# Castillo de San Felipe (Ferrol)
El castillo de San Felipe es una de las antiguas fortalezas militares de la ría de Ferrol. Se encuentra en la localidad de Ferrol, provincia de La Coruña, comunidad autónoma de Galicia, en España. Fue construida en el siglo XVI.
Frente a este castillo, en la ría, se encuentran el castillo de La Palma, en el municipio de Mugardos, y el castillo de San Martín, perteneciente al vecino municipio de Ares (del que apenas se pueden apreciar hoy unas ruinas). Entre el castillo de San Martín y el castillo de San Felipe se tendía una gruesa cadena en el mar, que impedía la entrada de los navíos enemigos a la ría de Ferrol.

## Situación

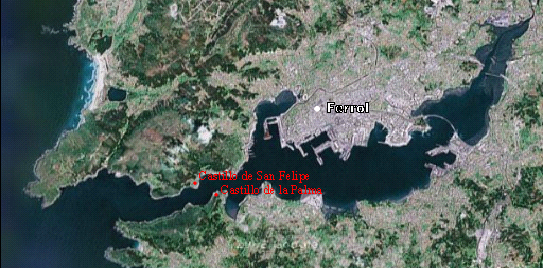
Situación de los castillos de San Felipe y de La Palma.

El castillo de San Felipe se encuentra en la provincia de La Coruña, comarca de Ferrol, municipio de Ferrol, parroquia de Brión, a 58 km de La Coruña. El castillo se encuentra bordeando la ría de Ferrol y guardándola, frente con frente, con el castillo de La Palma.

## Función
Su función consistía en la defensa del puerto de Ferrol, apoyado por los castillos de Nuestra Señora de La Palma y de San Martín, que se encontraban en la orilla opuesta de la ría (orilla sur). Entre este último castillo y el castillo de San Felipe se tendía una cadena en caso de ataque enemigo para evitar la entrada de sus navíos en la ría.

## Construcción
En el año 1557 comienza la construcción del castillo, auspiciada por Felipe II, del que toma su nombre. Es entre los años 1731 y 1755 cuando el ingeniero Francisco Montaigú se encarga de diseñar una serie de reformas, entre las que destaca la construcción de un hornabeque, el foso y el proyecto de la puerta principal. Su diseño está basado en las enseñanzas técnicas de Vauban y en la adaptación al terreno.

## Descripción y características

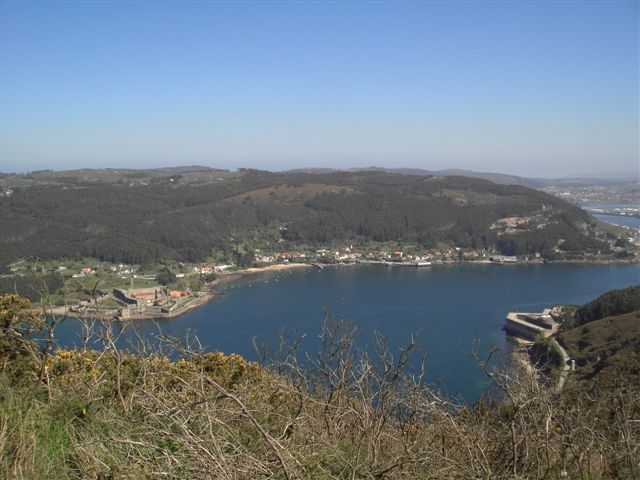
Castillos de San Felipe y de La Palma.

Basado en las ideas de Vauban, su forma viene dada, tanto por el canal de entrada marítimo, como por la orografía del terreno y en ella podemos apreciar una geometría bastante regular, con el hornabeque como elemento central. Poseía una planta en punta de flecha, dirigiendo hacia el mar una doble línea de fuego organizada en dos pisos; y proyectando hacia su frente de tierra un gran hornabeque.
Uno de los defectos de este baluarte es que estaba dominado por las alturas circundantes lo que le hacía parcialmente vulnerable en un ataque terrestre.

## Historia
Los orígenes de la fortificación de San Felipe se remontan al siglo XVI, en plena lucha por la hegemonía marítima de los países europeos. Ferrol, como punto estratégico para el reaprovisionamiento de los buques de la Armada Real, necesitaba un sistema defensivo eficaz frente a las pretensiones de los almirantes ingleses y franceses. Así en el año 1557 se comienza la construcción de este baluarte y de otros dos, el de La Palma y el de San Martín.
En 1588, debido a un temporal, parte de las naves que formaban la Gran Armada de Felipe II buscó refugio en la bahía de Ferrol. En 1594 la armada inglesa intentó apoderarse de Ferrol, fracasando en el intento, al igual que en 1639 durante el ataque francés al mando del almirante Henri D'Escobleau cuando los tres fuertes demostraron su eficacia. 
El 25 de agosto de 1800 tiene lugar un intento de apoderarse de Ferrol y destruir los astilleros por parte de una armada inglesa, durante la batalla de Brión con más de cien barcos y quince mil hombres, mandados por el contralmirante John Borlase Warren. Durante aquellos combates se envió una fuerza de cuatro mil soldados, que lanzaron tres oleadas contra el fuerte, siendo sucesivamente vencidas gracias al apoyo dado desde el fuerte de La Palma y de las cañoneras situadas en la ría, lo que obligó a las tropas británicas a reembarcar. Tras la derrota inglesa, Napoleón lo celebró con la frase: "por los valientes ferrolanos". Este ataque demostró que lo eficaz, más que el castillo propiamente dicho, había sido el diseño de unas fortificaciones que, además de bloquear completamente el paso de las armadas enemigas, permitían una defensa en la que se apoyaban entre sí.
En 1809 se produjo la ocupación francesa, pero esta solo duró un mes.
A mediados del siglo XIX se construyó, a ras de agua, una batería en el frente que daba al mar. Durante la Guerra Civil, los detenidos tras el golpe fueron concentrados y juzgados en consejo de guerra. Las ejecuciones se hacían en sus fosos.

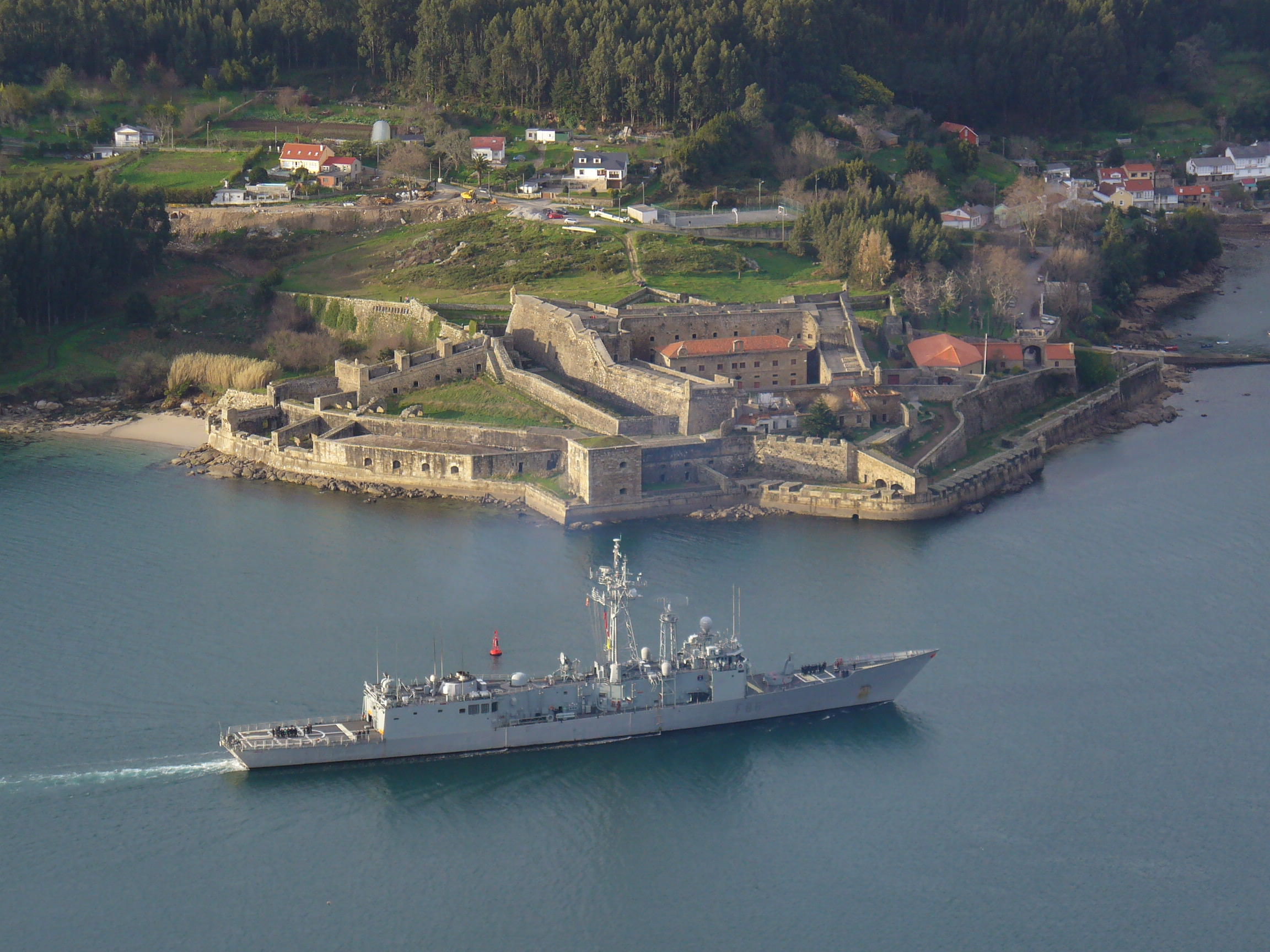
La fragata Canarias (F-86) a la entrada de la ría de Ferrol, en frente del castillo de San Felipe, en 2007.

Posteriormente fue prisión para soldados, mientras el castillo de La Palma quedó para oficiales. A finales de los años 1970 ya prácticamente no tuvo cometido militar alguno. Únicamente quedó un mando y dos soldados para las labores imprescindibles de mantenimiento y control. En septiembre de 1996 Defensa anunció la salida a subasta por un total de 164.900.000 pesetas. Tras quedar desierta, finalmente fue adquirido en el año 2000 por el Ayuntamiento de Ferrol por ciento sesenta y cinco millones de pesetas.

## Protección
Bajo la protección de la Declaración genérica del Decreto de 22 de abril de 1949, y la Ley 16/1985 sobre el Patrimonio Histórico Español. Es Bien de Interés Cultural desde 1994.

## Galería

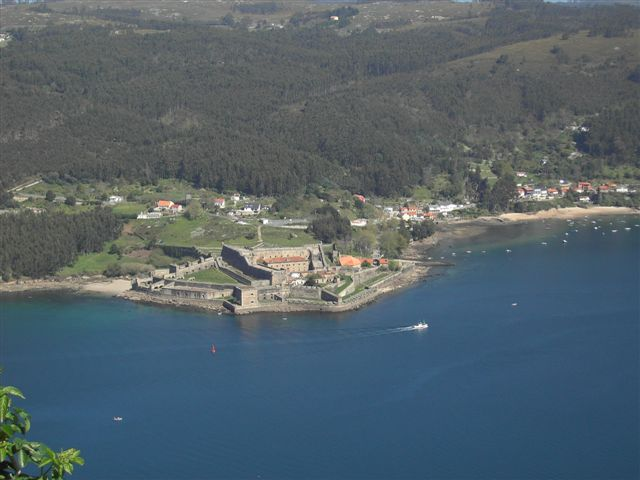
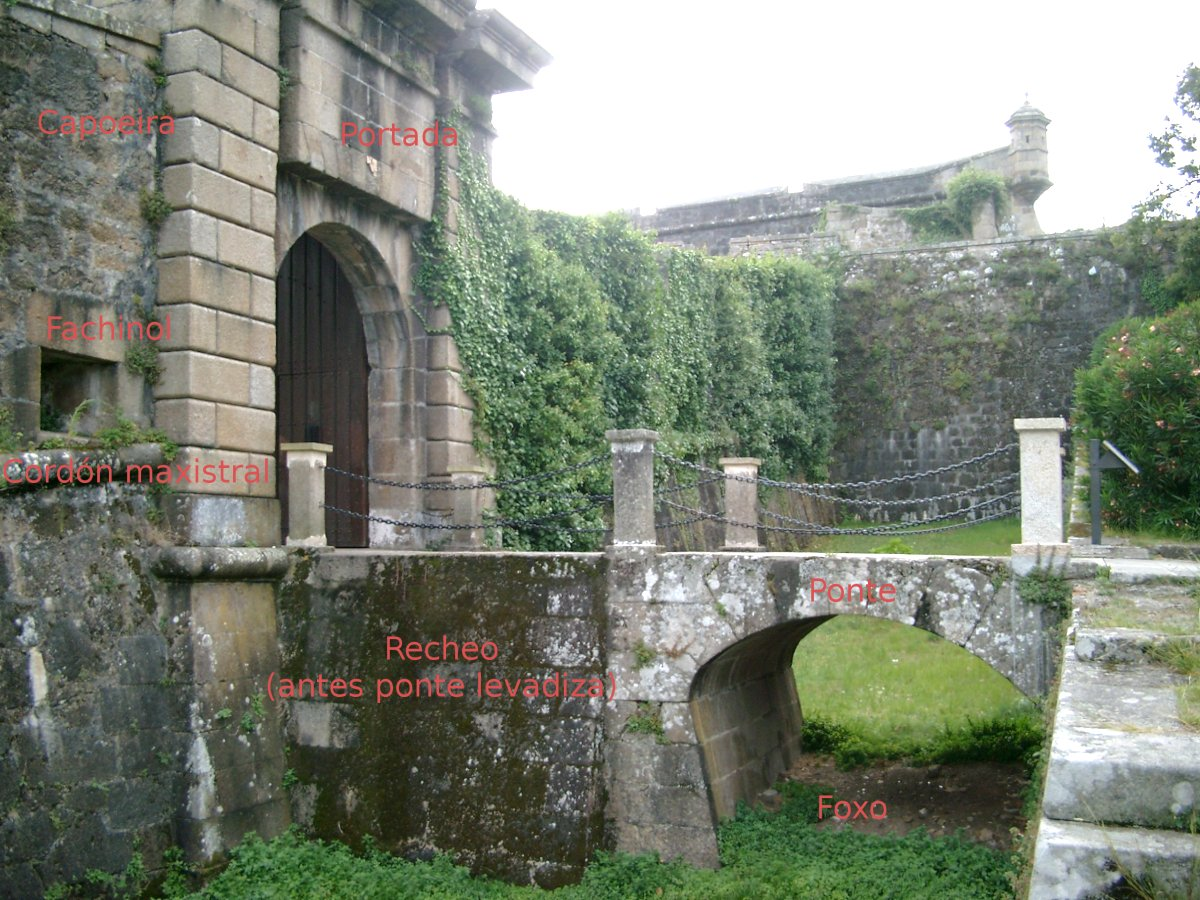
Puerta Este.
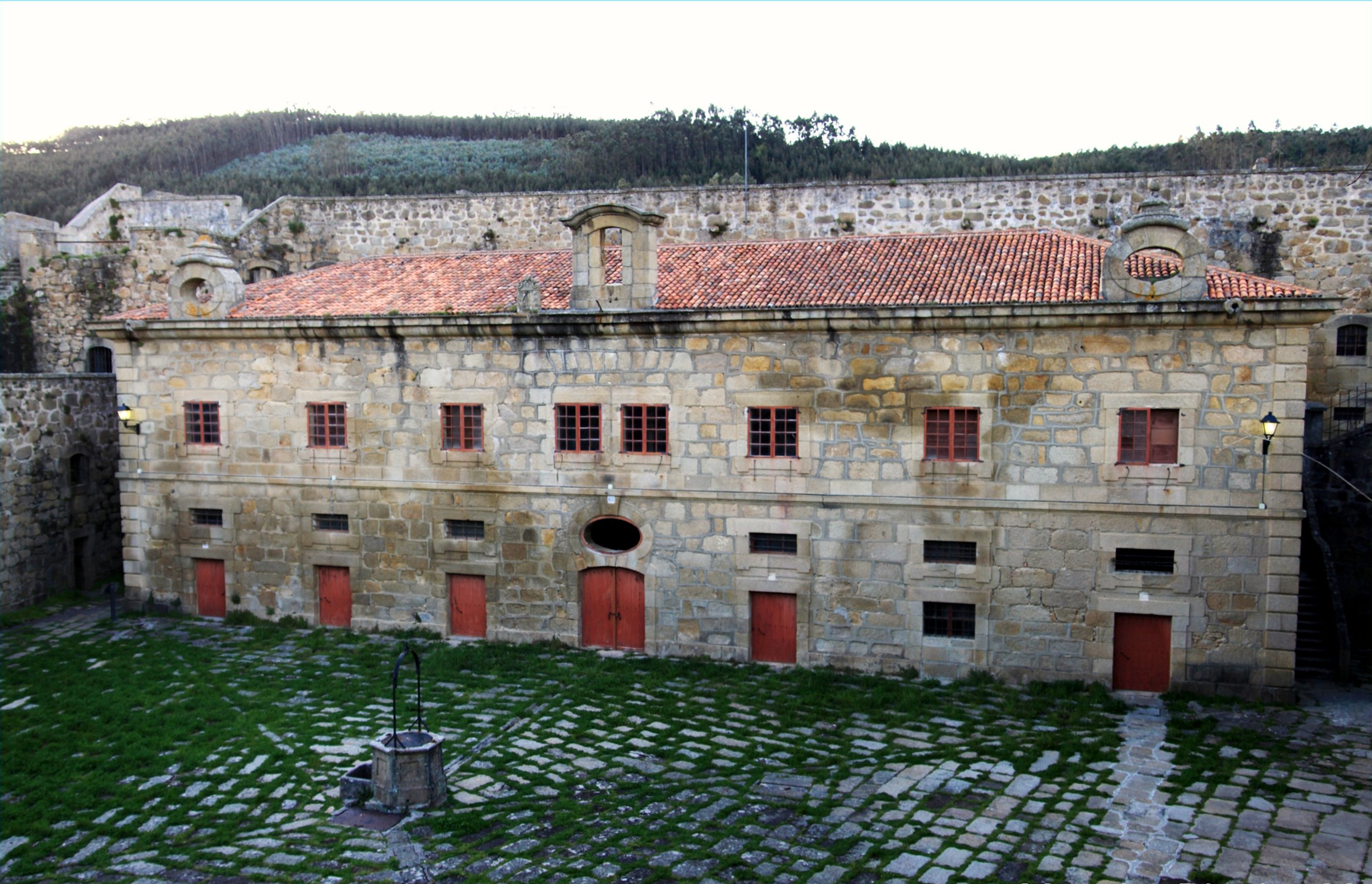
Patio de armas.
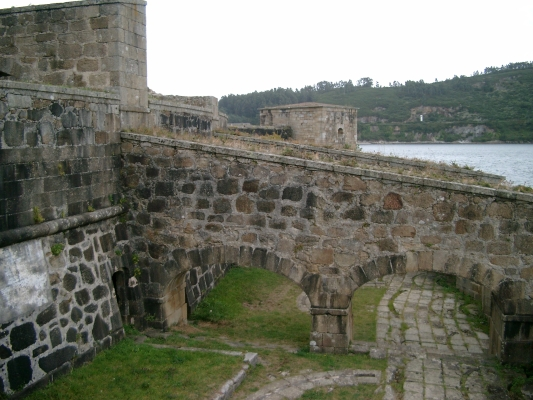